# Tribunal pénal fédéral
Le Tribunal pénal fédéral (abrégé TPF ; en allemand : Bundesstrafgericht BstGer ; en italien : Tribunale penale federale, TPF ; en en romanche : Tribunal penal federal, TPF) est un tribunal fédéral qui a son siège à Bellinzone et a commencé son activité en 2004.

## Bases légales

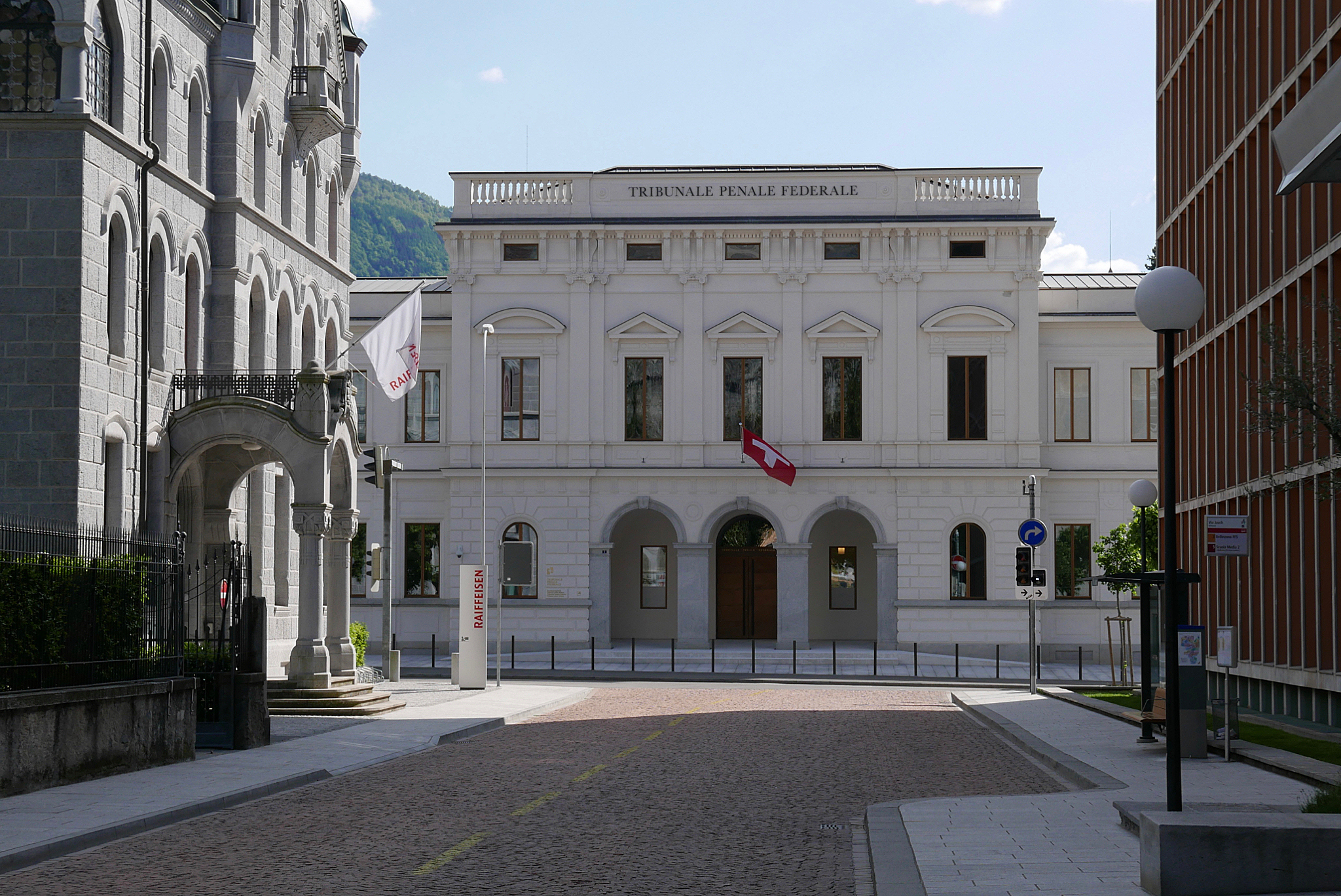
Le Tribunal pénal fédéral à Bellinzone.

La Constitution fédérale dispose que la Confédération institue un tribunal pénal fédéral. Il est compétent en première instance pour les affaires qui lui sont attribuées par la loi.
La loi fédérale sur l’organisation des autorités pénales de la Confédération règle le statut, l'organisation et la compétence du Tribunal pénal fédéral ainsi que le droit de procédure applicable. Son règlement d'organisation détermine son organisation et son administration internes.

## Compétences
En principe, l'action pénale est poursuivie au niveau cantonal. Le TPF est toutefois compétent pour certaines infractions au Code pénal suisse (CP).

### Compétence à raison de la personne (ratione personae)
Cette compétence s'étend pour les infractions contre la vie et l'intégrité corporelle (titre 1 CP, comme le meurtre ou l'agression), certaines infractions contre le patrimoine (en l’occurrence le brigandage ou l'extorsion et le chantage), contre la liberté (titre 4 CP, comme la menace, la contrainte ou la prise d'otage) ou certaines infractions d'ordre sexuel (en l’occurrence la contrainte sexuelle et le viol). Toutefois, la cause n'est entendue devant le TPF que si la victime est une personne « jouissant d'une protection spéciale aux yeux du droit international » (les diplomates principalement), si la victime est un magistrat de la Confédération (les conseillers fédéraux, le chancelier de la Confédération et les juges ordinaires au Tribunal fédéral) ou membre de l'Assemblée fédérale, ou s'il s'agit du procureur général de la Confédération ou d'un de ses suppléants. Il en va de même pour les affaires de prise d'otage « destinée à contraindre des autorités fédérales ou étrangères ».
Les infractions contre les devoirs de fonction et les devoirs professionnels (titre 18 CP, comme l'abus d'autorité, la gestion déloyale des intérêts publics et les violations de secret de fonction et professionnel) sont du ressort du TPF si l'accusé est un membre des autorités fédérales ou un employé de la Confédération.

### Compétence à raison du lieu (ratione loci)
Le TPF traite également certaines affaires d'infraction contre le patrimoine (entre autres l'appropriation illégitime, l'abus de confiance, le vol, le brigandage ou la soustraction d'une chose mobilière), de dommage à la propriété, de recel, si ces infractions concernent les locaux, les archives ou la documentation diplomatique des représentations suisses à l'étranger (ambassades et consulats).

### Compétence à raison de la matière (ratione materiae)
Le TPF est aussi compétent pour les infractions touchant la fausse monnaie, la falsification de timbres officiels ou de poids et mesures (titre 6 CP, à l'exception de la vignette autoroutière), les faux dans les titres (titre 11 CP, tant qu'il s'agit de titres fédéraux).
Le TPF entend de plus les affaires concernant les actes préparatoires délictueux de même que les crimes et délits contre l'État et la défense nationale (titre 13 CP, comprenant ainsi la haute trahison, la trahison diplomatique, les atteintes à l'indépendance de la Confédération, les activités d'espionnage politique, militaire et économique, et certaines infractions en lien avec l'armée). Au même titre, il est compétent pour certaines infractions d'ordre militaire (violation des secrets militaires, trafic de matériel militaire et port indu de l'uniforme militaire). Bellinzone entend aussi les affaires concernant l'emploi d'explosifs ou de gaz toxiques.
En complément, le TPF peut aussi voir étendre sa compétence aux affaires concernant les organisations criminelles (mafia, gangs et terrorisme), de financement du terrorisme et de corruption, si les faits ont eu lieu majoritairement hors de Suisse ou dans plusieurs cantons sans que l'activité ait eu lieu majoritairement dans l'un d'entre eux.
Les infractions commises contre la volonté populaire (titre 14, en particulier la corruption électorale et la fraude électorale) sont entendues par le TPF, s'il s'agit de votations ou d'élections fédérales. De même, les infractions contre l'autorité publique (titre 15 CP, dont l'usurpation de fonction, le bris de scellés ou la rupture de ban, mais aussi la publication de débats officiels secrets) passent devant le TPF si elles concernent une autorité fédérale.
Certaines infractions contre l'administration de la justice (titre 17 CP, dont la dénonciation calomnieuse, le blanchiment d'argent et le faux témoignage) sont soumises à la juridiction du TPF si la justice fédérale est impliquée.

### Autres compétences
Le TPF est aussi compétent pour entendre les affaires de crimes de guerre, de génocide et de crimes contre l'humanité (titres 12bis et 12ter CP), de même que pour les infractions « de nature à compromettre les relations avec l’étranger » (titre 16 CP).
Enfin, le TPF entend les crimes et délits politiques en lien avec les interventions fédérales armées (la dernière de ce type ayant eu lieu en 1932).

## Organisation et taille
La Cour des affaires pénales du Tribunal pénal fédéral statue en première instance dans toutes les causes pénales que la loi soumet à la compétence de la Confédération. Concrètement, il s'agit en premier lieu des infractions énumérées aux art. 23 et 24 du Code de procédure pénale suisse (CPP, RS 312.0). À cela s'ajoutent certaines compétences de droit pénal général ou administratif fondées sur d'autres lois fédérales.
La Cour des plaintes du Tribunal pénal fédéral statue sur les recours déposés contre les décisions et les actes de la police, du ministère public de la Confédération (MPC) et des autorités pénales compétentes en matière de contraventions, de même que contre les décisions du tribunal des mesures de contrainte et de la Cour des affaires pénales. Le législateur lui a attribué encore d'autres compétences, en particulier celle de statuer sur les recours en matière d’entraide judiciaire internationale en matière pénale (y compris les demandes d'extradition) ; ce domaine d'activité se distingue tant par le nombre de cas que par son importance matérielle.
Selon l'art. 32 LOAP, le Tribunal pénal fédéral se compose des deux Cours précitées (qui comptent chacune un président) ainsi que du Secrétariat général et de ses services. De par la loi, le Tribunal dispose en plus des organismes de direction suivants : la Cour plénière, la présidence et la commission administrative.
En janvier 2013, le Tribunal pénal fédéral comptait environ 65 collaborateurs, dont 18 juges.